# Jacksonville (Illinois)
Jacksonville település az Amerikai Egyesült Államok Illinois államában, Morgan megyében, melynek megyeszékhelye is. Lakosainak száma 17 616 fő (2020. április 1.).

## Népesség
A település népességének változása:

| 2010 | 19 446 |
| 2020 | 17 616 |